# Neohelota similis
Neohelota similis is een keversoort uit de familie Helotidae. De wetenschappelijke naam van de soort is voor het eerst geldig gepubliceerd in 2006 door Lee & Sato.